# Helodon phytofagus
Helodon phytofagus är en tvåvingeart som först beskrevs av Rubtsov 1976.  Helodon phytofagus ingår i släktet Helodon och familjen knott. Inga underarter finns listade i Catalogue of Life.